# Torda
Torda (románul Turda, németül Thorenburg, szászul Torembrich, római neve Potaissa volt) város, municípium Romániában Kolozs megyében. Az egykori Torda vármegye, majd Torda-Aranyos vármegye székhelye volt. A múltban Aranyospolyánt és Keresztest csatolták hozzá.

## Nevének eredete
Neve az ősi magyar Turda személynévből ered, az pedig a török turdi (= megmaradt) szóból.

## Földrajza
Kolozsvártól 32 km-re délkeletre a Rákos-patak és az Aranyos folyó összefolyásánál épült. Szomszédai: Szentmihály és Aranyosgyéres.

## Története

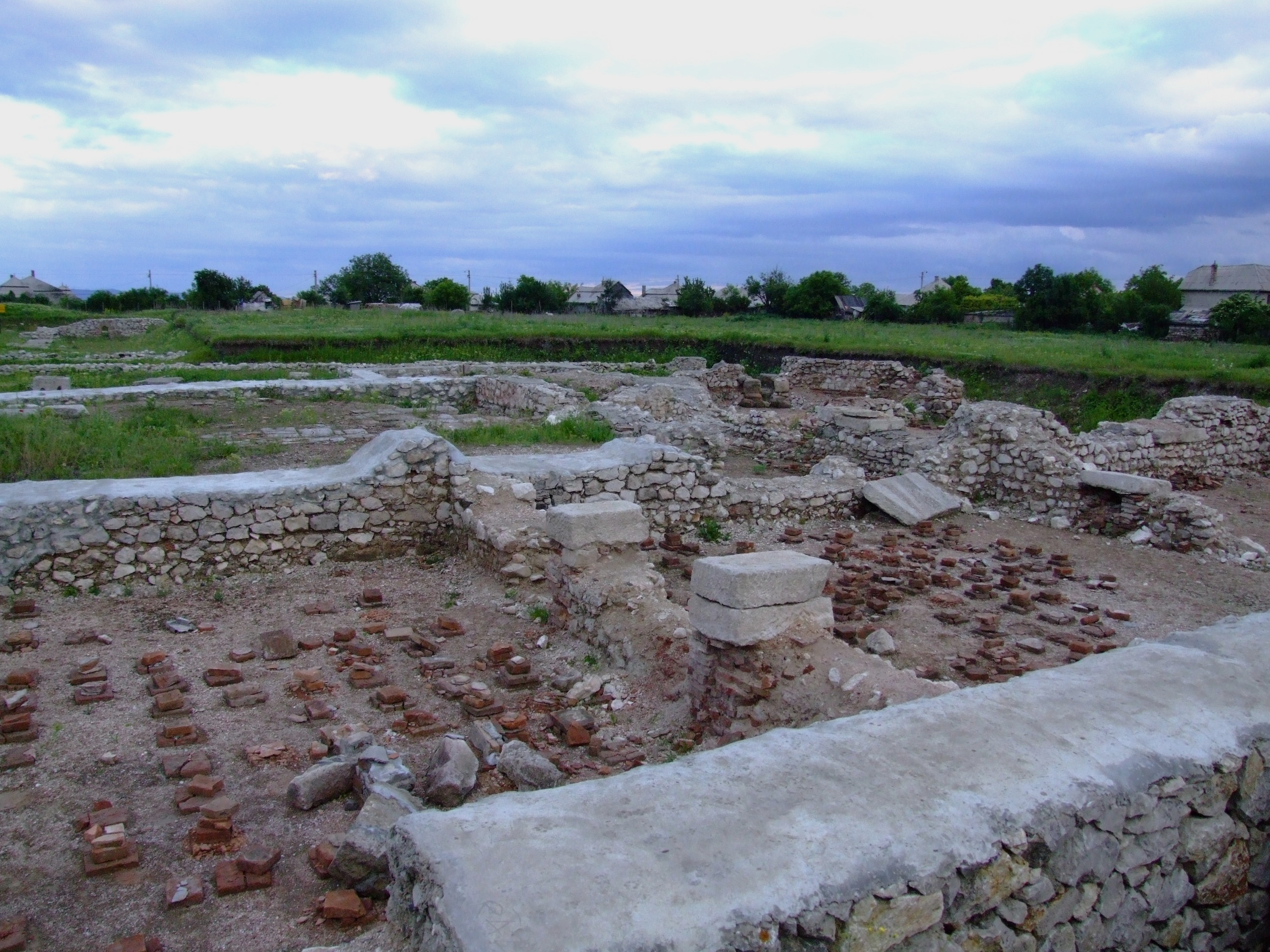
A római Potaissa romjai

Helyén egykor a dák Dierna, majd a római Potaissa állott. Már a rómaiak is bányásztak itt sót. A Magyar Királyság megalakulásának elején Torda sóbányászata előtérbe kerül. Az első oklevél, amelyben említésre kerül az erdélyi só I. Géza király 1075-ből származó oklevele, ahol név szerint említik az erdélyi Turda [Torda] várához tartozó sóvámot, mely az Aranas [Aranyos] folyó mellett van. Az oklevél érdekessége, hogy Torda város és az Aranyos folyó szavak is magyarul szerepelnek a latin nyelvű iratban. Később Torda lesz az összes erdélyi sóbánya adminisztratív, irányító központja, melyet sókamarának, később sóhivatalnak neveztek. Torda vára a 11. század elején már megvolt, és a mai Várfalva feletti magaslaton állott. Maradványai ma is láthatók. A tatárok 1241-ben elpusztították. A vár valószínűleg 1285-ben, a második tatár betöréskor pusztult el. 1289-ben IV. László a kézdi székelyeknek adományozta a vár Aranyos nevű földjét, és ezzel megalapította Aranyosszéket.
Ótorda nyugati részén egykor egy Szentmiklós nevű helység állott, ahol Mikud ispán 1275 körül várat épített, melyet 1285-ben a tatárok leromboltak. A 15. század elején újra felépítették, utoljára 1508-ban említik, ma már nyoma sincsen.
1463-ban tartották itt az első országgyűlést, majd 1505-ös országgyűlésen itt újították meg a három nemzet unióját. 1542. december 20-án az itt tartott országgyűlés ismerte el János Zsigmondot erdélyi fejedelemnek. Az 1557-es országgyűlésen ismerték el a protestáns egyházakat, majd az 1568-as a országgyűlésen hirdették ki – Európában elsőként – a vallásszabadságot. Újtorda gótikus református templomába menekültek a lakosok 1601-ben Basta serege elől, de az a falakat ágyúkkal szétlőve lemészárolta őket. A város mellett verte meg a császári sereg Vitéz Mihály vajda  seregét, az eseményre a csata helyén 1974-ben felállított monumentális Vitéz Mihály-emlékmű és emlékpark hívja fel a figyelmet.
1614-ben Bethlen Gábor sóvágóknak adományozta az elnéptelenedett települést, ekkor kezdődött el újra a sókitermelés.
1665-ben Torda és Dés városokat a gyulafehérvári országgyűlés nemes városokká nyilvánította. A tordaiak sajátos jogállásukat 1711-ig őrizték meg sértetlenül, attól kezdve kiváltságaikat rendre elveszítették. 1848-ban hivatalosan is megszűnt a nemes városok intézménye Erdélyben.
1714-ben Mikes Mihály gróf telepített be pálosokat.
1910-ben 13 455 lakosából 9674 magyar, 3389 román és 100 német volt. Magyar lakosságának nagy része a második bécsi döntés után Kolozsvárra költözött.
1944-ben véres csata zajlott le a magyar-német és szovjet-román seregek között, melyben a magyar-német csapatok egy hónapra megakadályozták a szovjetek előrenyomulását.
2002-ben 55 887 lakosából 47 442 román, 5618 magyar, 2703 cigány és 83 német volt.
2011-ben 47 744 lakosából 36 785 román, 3905 magyar, 2603 cigány és 35 német volt. 4416 fő nem nyilatkozott etnikai hovatartozásáról.

## Népessége

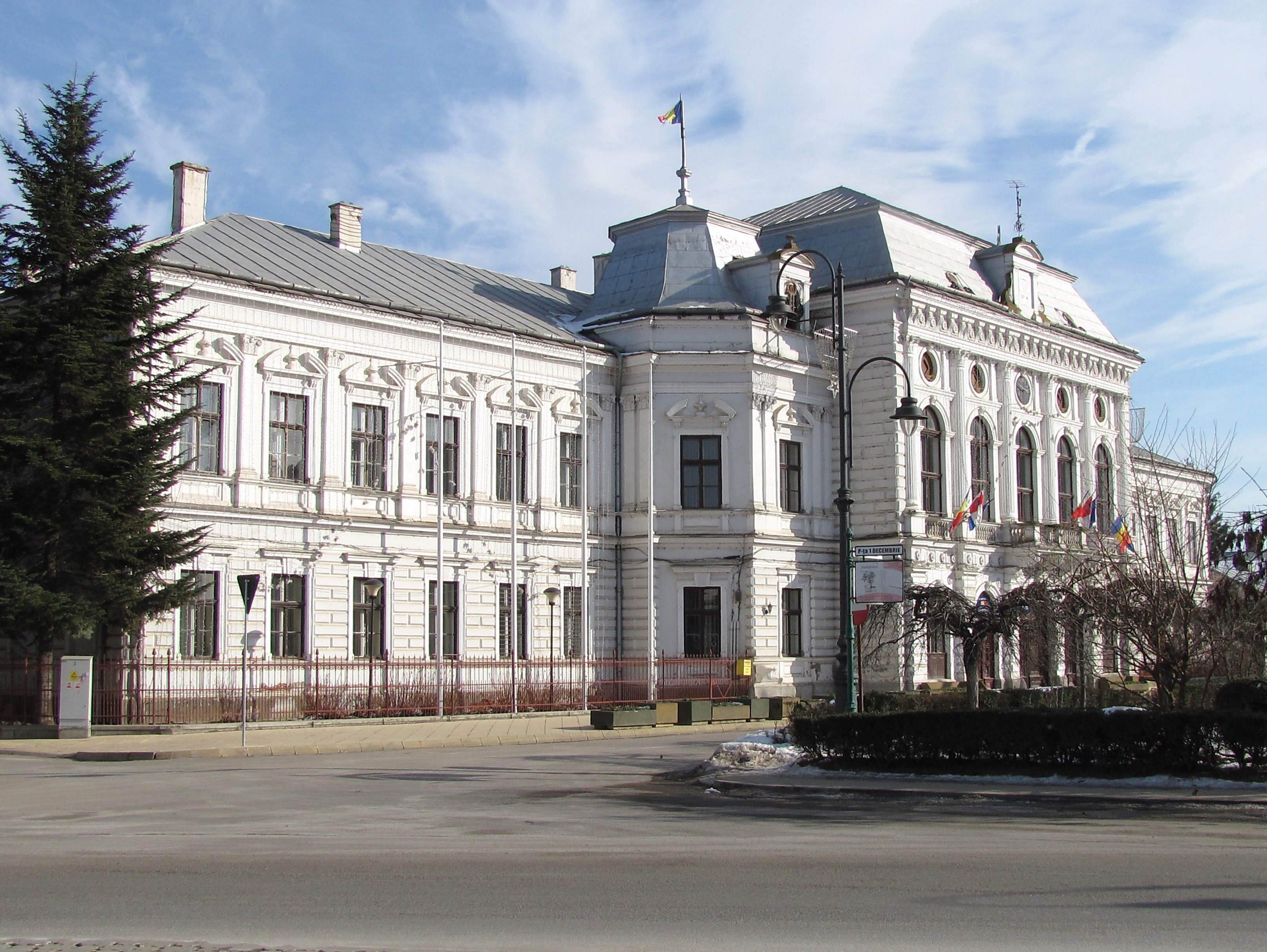
A városháza

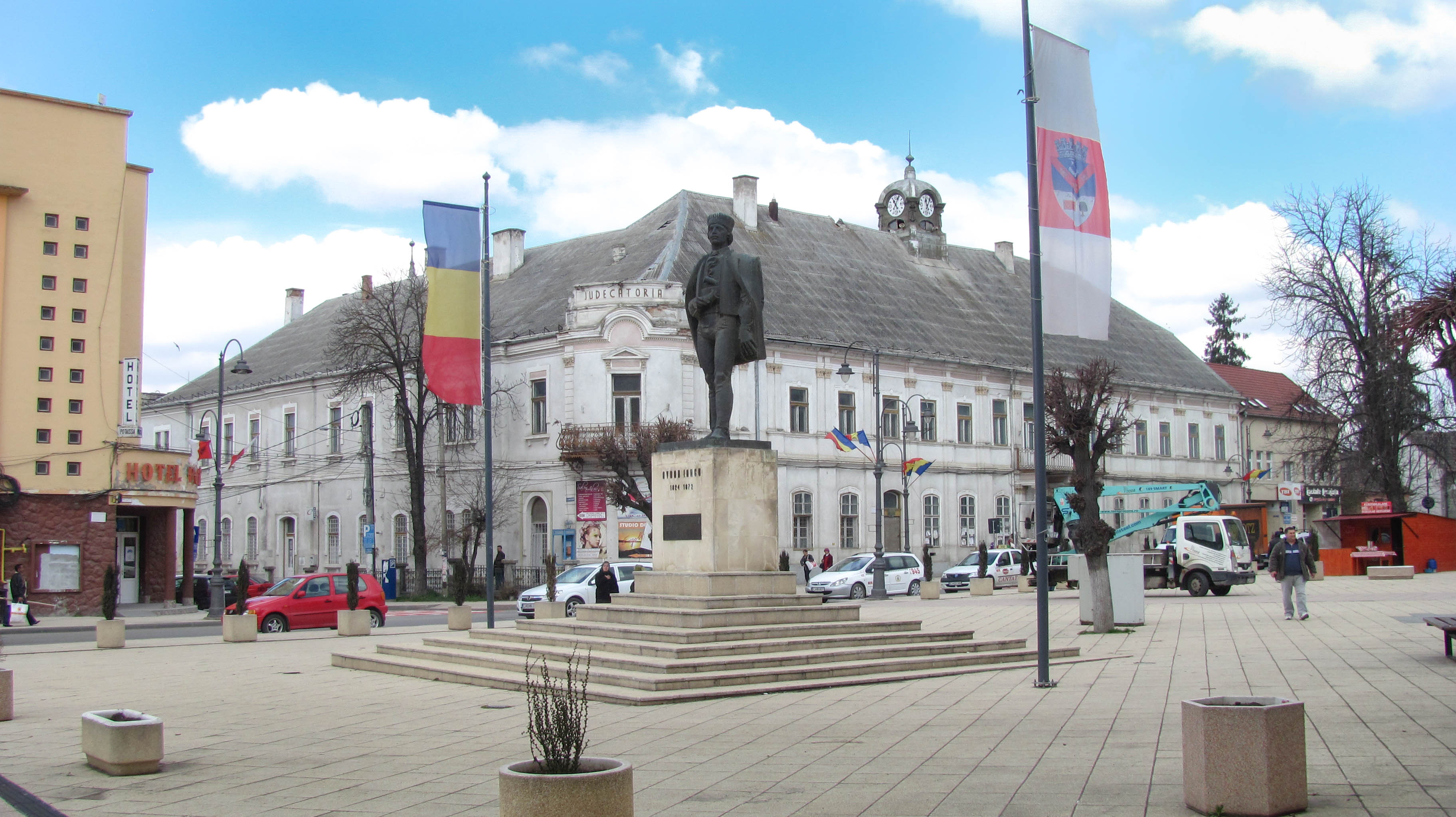
Avram Iancu szobra

| A népesség alakulása 1850-től |          |        |        |       |
| Év                            | Összesen | Román  | Magyar | Egyéb |
| 1850                          | 8743     | 1861   | 6287   | 595   |
| 1880                          | 10 563   | 2417   | 7609   | 537   |
| 1890                          | 12 370   | 2927   | 9045   | 398   |
| 1900                          | 13 587   | 3469   | 9433   | 685   |
| 1910                          | 15 167   | 4184   | 10 533 | 450   |
| 1920                          | 16 692   | 5223   | 10 361 | 1108  |
| 1930                          | 21 428   | 8332   | 10 602 | 2494  |
| 1941                          | 32 170   | 22 670 | 7108   | 2392  |
| 1956                          | 35 606   | 26 550 | 7338   | 1718  |
| 1966                          | 44 980   | 36 544 | 7622   | 814   |
| 1977                          | 55 294   | 46 258 | 7718   | 1318  |
| 1992                          | 61 200   | 51 631 | 7114   | 2455  |
| 2002                          | 55 887   | 47 442 | 5618   | 2827  |
| 2011                          | 47 744   | 36 785 | 3905   | 7054  |

## Látnivalók

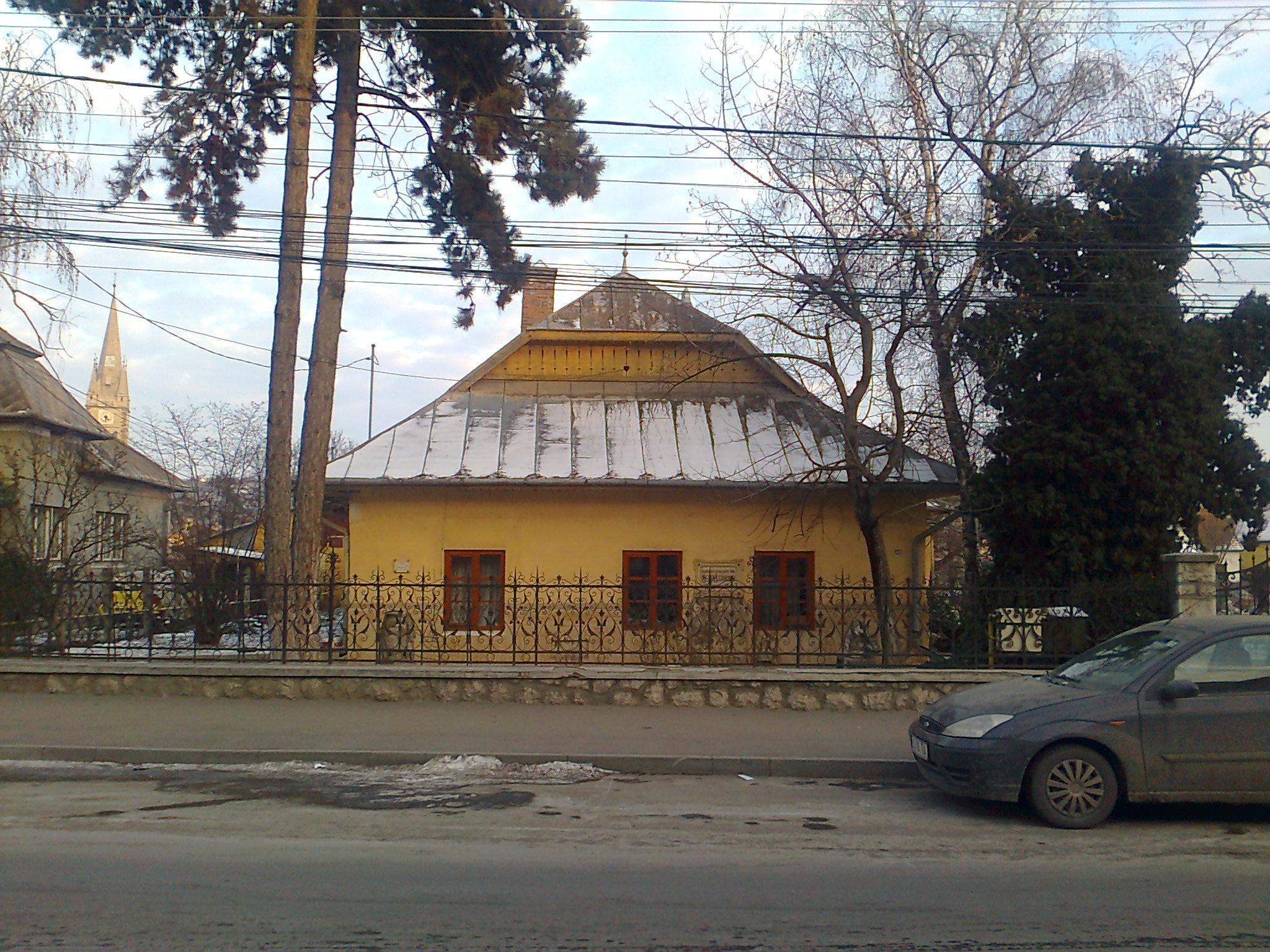
Református parókia, ahol Petőfi Sándor utoljára találkozott feleségével és fiával, mielőtt elindult volna a segesvári csatába

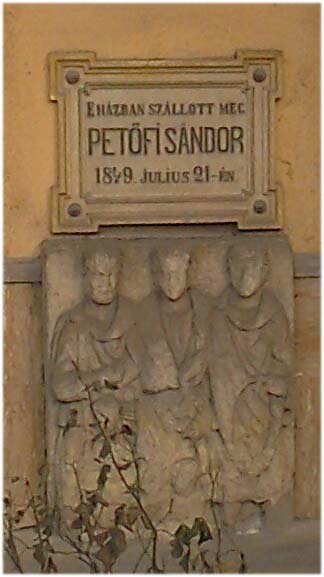
Az emléktábla szövege

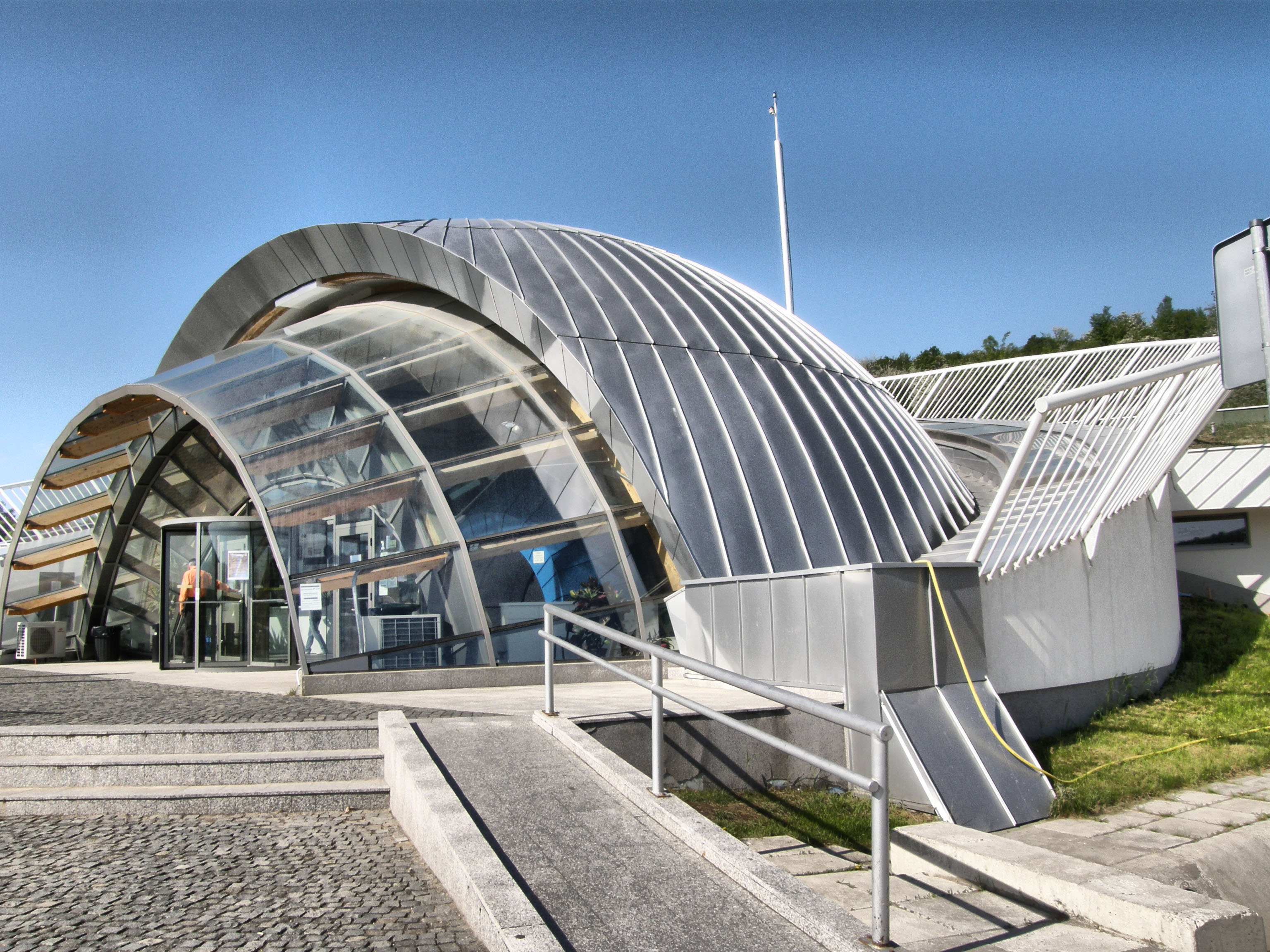
A sóbánya bejárata

- Az egykori Potaissa nevű római városban tartózkodó V. makedón légió számára épített katonai erődítmény romjai ma is láthatóak.
- Óvár
- Római katolikus templom
- Ótordai református templom
- Újtordai református templom
- Az egykori sókamaraházban történeti múzeum van.
- Neoreneszánsz városháza, eredetileg Torda-Aranyos vármegye megyeháza
- Ioan Rațiu Emlékház
- Ioan Rațiu-szobor
- Mária kongregáció emlékműve
- Anyafarkas-szobor
- A város híres sóbányájával is büszkélkedhet. A bánya a 17. századtól 1932-ig működött. A második világháborúban légvédelmi búvóhelyként használták, később pedig sajtot érleltek a járatokban. Az 1990-es évek eleje óta látogatható turisztikai nevezetesség. Levegője jótékony hatású légúti betegségekben szenvedők számára.
- A városnak sósfürdője is van.
- A várostól nem messze található a Tordai-hasadék (7 km) és a Túri-hasadék (5 km).
- Az egykori Jósika Miklós utcában (ma Ion Rațiu utca) az ótordai református papilakon emléktábla hirdeti, hogy itt szállt meg Petőfi Sándor 1849. július 21-én. Itt találkozott utoljára családjával, mielőtt eltűnt volna a segesvári csatában. Az udvaron található Suba László szobra Petőfiről és Szendrey Júliáról.

## Híres emberek

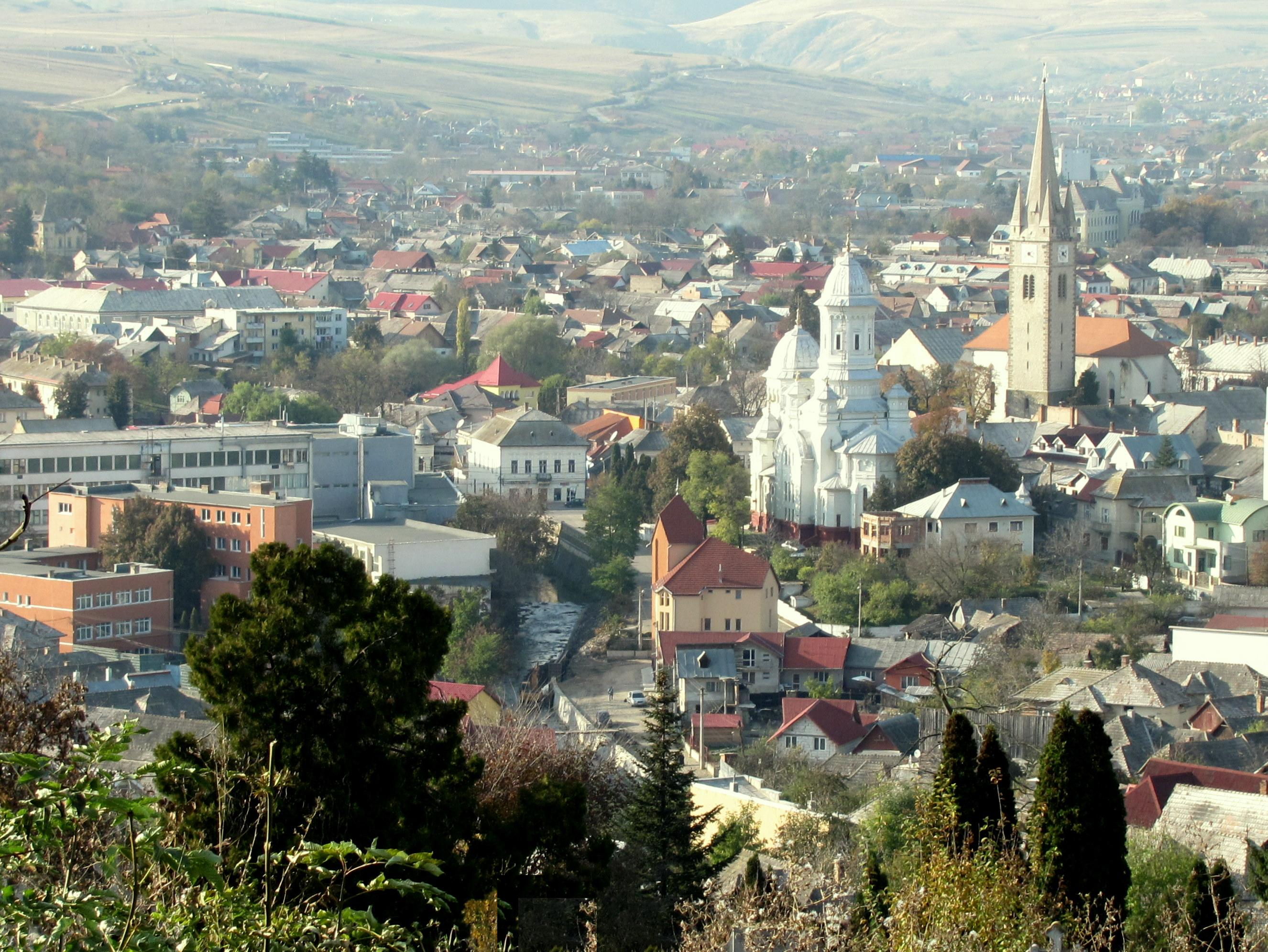
Torda

- Itt született 1597 körül Thordai János unitárius lelkész, fordító, tanár.
- Itt született 1745 végén / 1746 elején Abáts János református püspök.
- Itt született Köteles Sámuel (1770–1831) filozófus, az MTA tagja, a magyar filozófiai szaknyelv egyik megteremtője.
- Itt született 1796. április 28-án báró Jósika Miklós regényíró.
- Itt született 1819. július 7-én Kőváry László régész, történetíró.
- Itt született 1824. február 27-én Szigethy Csehi Miklós magyar honvédőrnagy, a piski csata hőse.
- Itt született 1863. március 25-én Kőváry Ottó vasúti hivatalnok és szakíró.
- Itt született 1883. április 14-én Viski Károly etnográfus, egyetemi tanár, 1945-től a Magyar Tudományos Akadémia tagja.
- Itt született 1886. október 23-án Varga Béla filozófus, pedagógus, unitárius püspök, teológiai író, egyetemi tanár, az MTA l. tagja.
- Itt született 1891. október 12-én Tulogdy János földrajztudós.
- Itt született 1897-ben Zsidó Sándor ügyvéd, országgyűlési képviselő.
- Itt született 1900. június 14-én Barra István biológus, botanikus, szőlőpatológus.
- Itt született 1902. október 5-én Nagy Albert festőművész.
- Itt született 1907. augusztus 12-én Étienne Hajdu képzőművész, szobrász.
- Itt született 1909. február 26-án Anavi Ádám magyar költő, író, irodalom szakos tanár.
- Itt született 1911. október 2-án Baróti Dezső magyar irodalomtörténész.
- Itt született 1916. augusztus 10-én Keszy-Harmath Erzsébet magyar kertészmérnök, kertészeti szakíró.
- Itt született 1918. május 27-én Tóth Samu magyar nyomdászati szakíró, könyvtervező.
- Itt született 1924. április 11-én Csetri Elek történész, a Magyar Tudományos Akadémia külső tagja.
- Itt született 1924. május 22-én Darkó László festő, művészettörténész.
- Itt született 1924. szeptember 2-án Szabó Adorján Etelka orvosi szakíró.
- Itt született 1925. február 19-én Sinka Zoltán Tibor germanista, egyetemi oktató.
- Itt született 1929. november 25-én Gross Arnold grafikus, festő.
- Itt született 1934 május 20-án Szenyei Sándor újságíró, sportújságíró, író.
- Itt született 1934 június 12-én Tőrös Gábor szobrászművész.
- Itt született 1937. május 18-án Lászlóffy Aladár költő, író, műfordító.
- Itt született 1938. május 19-én Tatár Zoltán pedagógus, helytörténész.
- Itt született 1939. május 21-én Lászlóffy Csaba költő, novellista, drámaíró, műfordító.
- Itt született 1939 október 3-án Újvári Mária könyvtáros, bibliográfus, egyetemi oktató.
- Itt született 1939 december 23-án Kessler Jenő Attila biológus, paleo-ornitológus, szakíró, egyetemi tanár.
- Itt született 1949. november 26-án Simonffy Katalin televíziós szerkesztő, rendező.
- Itt született 1954. március 17-én Bajusz István régész, egyetemi docens.
- Itt élt Abáts Márton, aki a 18. században a tordai református egyház lelkésze volt.
- Itt hunyt el 1937. május 22-én Balázs Ferenc erdélyi magyar író, költő, mészkői unitárius lelkész, a népfőiskola mozgalmának a megteremtője országunkban.
- Itt hunyt el 1981. április 9-én Nagy Jenő zenetanár, a Tordai Magyar Dalkör karnagya.

## Testvértelepülései
- Angoulême, Franciaország
- Hódmezővásárhely, Magyarország
- Bihartorda, Magyarország
- Torontáltorda, Szerbia
- Putten, Hollandia
- Santa Susanna, Spanyolország
- Kiskunfélegyháza, Magyarország